# 주자나 크로네로바
주자나 크로네로바(슬로바키아어: Zuzana Kronerová, 1952년 4월 17일~)는 슬로바키아의 배우이다. 2017 체코 사자상 여우주연상과 2001 여우조연상 수상자이며, 2018 선 인 어 넷상 여우주연상, 2017 여우조연상 수상자이다.

## 출연 작품
- 아이스 마더 (2017)
- 홈 케어 (2015)
- 앤젤스 (2014)
- 퍼펙트 데이즈 (2011)
- 비러브드 (2011)
- 마마 앤 파파 (2010)
- 살아남은 삶 (2010)
- 다크니스 (2009)
- 잃어버린 시간(체코어판) (2009)
- 컨트리 티처 (2008)
- 바클라브 (2007)
- 행복 (2005)
- 와일드 비스 (2001)
- 레아 (1996)